# Aljaksandr Lasutkin
Aljaksandr Lasutkin (* 26. Juni 1983 in Magadan, Sowjetunion) ist ein ehemaliger belarussischer Skilangläufer.

## Karriere
Lasutkin lief sein erstes Weltcuprennen im Dezember 2003 im Val di Fiemme, welches er mit dem 51. Rang im Sprint beendete. Seine besten Ergebnisse bei den Nordischen Skiweltmeisterschaften 2005 in Oberstdorf waren der 38. Platz über 15 km Freistil und der 10. Rang im Teamsprint. Bei den Olympischen Winterspielen 2006 in Pragelato belegte er den 52. Rang im Sprint, den 40. Platz im 50-km-Massenstartrennen und den 15. Platz über 15 km klassisch. Im Dezember 2006 erreichte er in La Clusaz mit dem neunten Rang im 30-km-Massenstartrennen sein bestes Weltcupeinzelergebnis.

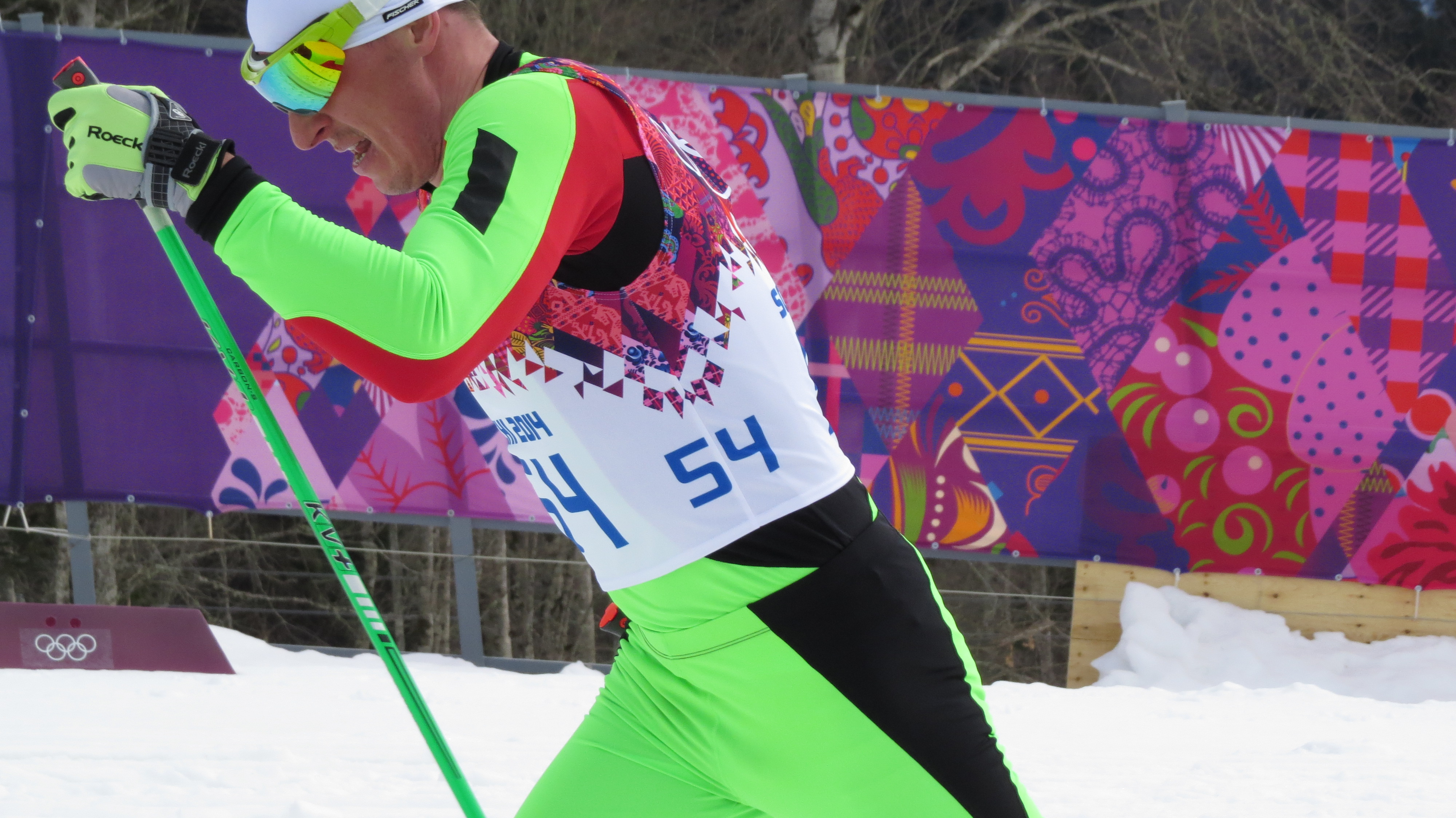
Aljaksandr Lasutkin bei den Olympischen Winterspielen 2014

Bei den Nordischen Skiweltmeisterschaften 2007 in Sapporo kam Lasutkin auf den 49. Platz über 15 km Freistil und den 13. Platz mit der Staffel. Bei der Winter-Universiade 2007 in Pragelato gewann er Gold über 10 km Freistil und im 15-km-Verfolgungsrennen und Silber über 30 km Freistil. Seine beste Platzierung bei den Nordischen Skiweltmeisterschaften 2009 in Liberec war der 31. Platz im 50-km-Massenstartrennen.  Bei den Nordischen Skiweltmeisterschaften 2011 in Oslo erreichte er den 47. Rang im 30-km-Verfolgungsrennen und den 44. Platz über 15 km klassisch. Die Tour de Ski 2011/12 und Tour de Ski 2012/13 beendete er auf dem 51. und dem 47. Platz in der Gesamtwertung. Seine besten Ergebnisse bei den Nordischen Skiweltmeisterschaften 2013 im Val di Fiemme waren der 46. Platz über 15 km Freistil und der 14. Rang mit der Staffel. Bei der Tour de Ski 2013/14 kam er auf den 42. Platz. Bei den Olympischen Winterspielen 2014 in Sotschi belegte er den 54. Platz im 30-km-Skiathlon, den 49. Rang über 15 km klassisch und den 14. Rang mit der Staffel. Seinen letzten Weltcup lief er im Januar 2015 in Rybinsk, welchen er auf den 48. Platz im Sprint beendete.

## Weltcup-Statistik
Die Tabelle zeigt die erreichten Platzierungen im Einzelnen.
- 1.–3. Platz: Anzahl der Podiumsplatzierungen
- Top 10: Anzahl der Platzierungen unter den ersten zehn
- Punkteränge: Anzahl der Platzierungen innerhalb der Punkteränge
- Starts: Anzahl gelaufener Rennen in der jeweiligen Disziplin
- Hinweis: Bei den Distanzrennen erfolgt die Einordnung gemäß FIS.

| Platzierung         | Distanzrennen a | Distanzrennen a | Distanzrennen a | Distanzrennen a | Distanzrennen a | Skiathlon Verfolgung | Sprint | Etappen- rennen b | Gesamt | Team c | Team c  |
| Platzierung         | ≤ 5 km          | ≤ 10 km         | ≤ 15 km         | ≤ 30 km         | > 30 km         | Skiathlon Verfolgung | Sprint | Etappen- rennen b | Gesamt | Sprint | Staffel |
| ------------------- | --------------- | --------------- | --------------- | --------------- | --------------- | -------------------- | ------ | ----------------- | ------ | ------ | ------- |
| 1. Platz            |                 |                 |                 |                 |                 |                      |        |                   |        |        |         |
| 2. Platz            |                 |                 |                 |                 |                 |                      |        |                   |        |        |         |
| 3. Platz            |                 |                 |                 |                 |                 |                      |        |                   |        |        |         |
| Top 10              |                 |                 |                 | 1               |                 |                      |        |                   | 1      |        | 1       |
| Punkteränge         |                 |                 |                 | 1               |                 | 2                    |        |                   | 3      | 1      | 7       |
| Starts              | 6               | 5               | 28              | 6               |                 | 19                   | 22     | 6                 | 92     | 1      | 7       |
| Stand: Karriereende |                 |                 |                 |                 |                 |                      |        |                   |        |        |         |